# Les Belles de nuit
Les Belles de nuit is een Franse muziekfilm uit 1952 onder regie van René Clair.

## Verhaal
De jonge muziekleraar Claude componeert ’s nachts. Zijn werk krijgt geen waardering. In zijn dromen krijgt hij wel waardering en verleidt hij geïdealiseerde vrouwen. In iedere droom bevindt hij zich in een ander land en ontmoet hij een nieuwe vrouw.

## Rolverdeling
| Acteur             | Personage        |
| ------------------ | ---------------- |
| Gérard Philipe     | Claude           |
| Martine Carol      | Edmée            |
| Gina Lollobrigida  | Leila            |
| Magali Vendeuil    | Suzanne          |
| Marilyn Buferd     | Madame Bonacieux |
| Raymond Bussières  | Roger            |
| Raymond Cordy      | Gaston           |
| Bernard La Jarrige | Léon             |